# Santa Lucía Utatlán
Santa Lucía Utatlán – miasto na południowym zachodzie Gwatemali, w departamencie Sololá. Według danych szacunkowych z 2012 roku liczba mieszkańców wynosiła 1767 osób. 
Santa Lucía Utatlán leży około 13 km na zachód od stolicy departamentu – miasta Sololá, w pobliżu Drogi Panamerykańskiej. Miejscowość leży na wysokości 2638 metry nad poziomem morza, w górach Sierra Madre de Chiapas.

## Gmina Santa Lucía Utatlán
Miejscowość jest także siedzibą władz gminy o tej samej nazwie, która jest jedną z dziewiętnastu gmin w departamencie. W 2012 roku gmina liczyła 24 337 mieszkańców. Gmina jak na warunki Gwatemali jest mała, a jej powierzchnia obejmuje 44 km².
Mieszkańcy gminy utrzymują się głównie z uprawy roli i drobnego rzemiosła. Klimat gminy jest równikowy, według klasyfikacji Köppena, należy do klimatów tropikalnych monsunowych (Am), z wyraźną porą deszczową występującą od maja do października.